# Carl Johan Manby
Carl Johan Nilsson Manby, född 29 juni 1839 vid Mantorps gård, Veta socken, död 7 mars 1920 i Djursholm, var en svensk präst.
Carl Johan Manby var son till jordbruksarbetaren Nils Jonsson. Efter studier vid Linköpings elementarläroverk blev han 1859 student vid Uppsala universitet, där han studerade under tio år utan att avlägga examen. 1869 slog han sig ned i Glömsta, Huddinge socken, där han försörjde sig som snickare, biodlare och informator. Under sin tid i Uppsala upptäckte Manby Emanuel Swedenborg och swedenborgianismen, han fick senare uppdrag av Johan Adolf Sevén och dennes sällskap i Kristianstad att fortsätta att översätta och ge ut Swedenborgs skrifter. År 1874 var han en av grundarna av Sällskapet nya kyrkans bekännare och blev 1875 ledare för sällskapet. Han var 1876–1883 och 1885–1891 utgivare av Skandinavisk nykyrklig tidning. Manby var 1883 en av grundarna av Nykyrkliga samfundet i Göteborg, blev predikant där 1884 och prästvigdes till samfundet 1885. Han var 1887 en av stiftarna av Nya kyrkans församling i Stockholm, från 1891 utgivare av Nya kyrkans tidning och blev 1900 pastor i församlingen i Stockholm.